# Châteauneuf-sur-Charente
Pour les articles homonymes, voir Châteauneuf.
Châteauneuf-sur-Charente autrefois nommée Châteauneuf, est une commune du Sud-Ouest de la France, située dans le département de la Charente (région Nouvelle-Aquitaine).
Ancien chef-lieu de canton, elle est avec Cognac et Jarnac, l'une des trois villes situées au cœur du vignoble charentais, et des trois la plus petite.
Ses habitants sont les Castelnoviens et les Castelnoviennes.

## Géographie

### Localisation et accès
Châteauneuf est située entre Angoulême (préfecture) et Cognac (sous-préfecture), plus précisément entre Angoulême et Jarnac, au bord de la Charente, pour l'essentiel sur sa rive gauche.
Elle se trouve à 17 km à l'ouest et en aval d'Angoulême et 24 km à l'est de Cognac. Elle est aussi à 13 km au sud-est et en amont de Jarnac, 9 km au sud d'Hiersac, 15 km de Blanzac, 16 km de Barbezieux, 20 km de Rouillac, 21 km d'Archiac.
Châteauneuf est au carrefour de plusieurs routes départementales relativement importantes :
- La D 699 entre Angoulême et Jonzac par Nersac et Archiac la traverse d'est en ouest. Elle permet d'aller aussi vers Pons après Archiac.
- La D 14 de Baignes à Rouillac par Barbezieux et Hiersac traverse la commune du nord au sud, ainsi que la Charente par un pont en pierre. La D 14 rejoint la N 10 au sud en direction de Bordeaux à Pont-à-Brac (commune de Nonaville). C'était la route de la Poste entre Paris et Bordeaux avant 1760[3].
- La D 10 de Cognac à Aubeterre par Saint-Même-les-Carrières et Blanzac longe la rive gauche de la Charente et traverse la N 10 à Pétignac (commune de Jurignac).
- La  D 22, route de Jarnac à Villebois-Lavalette par Vibrac longe la Charente sur la rive droite et coupe aussi la N 10; mais la D 42 permet d'aller rapidement à Angoulême par l'échangeur de Roullet-Saint-Estèphe.
- Enfin un réseau routier secondaire dessert aussi les communes voisines[4].

La ligne ferroviaire Angoulême - Saintes traverse la commune en longeant la Charente, et Châteauneuf y possède une gare SNCF. Elle est desservie plusieurs fois par jour par des TER à destination d'Angoulême, Cognac, Saintes et Royan.
Châteauneuf possède aussi une halte fluviale pour les péniches de location.

### Hameaux et lieux-dits
La commune compte de nombreux hameaux, comme, sur la rive droite de la Charente : Saint-Surin, Pellegeais, les Coupeaux, la Coutardière, et sur la rive gauche, les Peyronnets, les Jobits, le Gré, le Grand Gaudy, Longeville, le Bois Durand, le Grand Bourgloux, chez Merlet, Haute Roche, Chassors, etc. ainsi que des fermes et des lotissements plus récents.
L'ancienne commune de Saint-Surin a été rattachée au territoire de Châteauneuf en 1858.

### Communes limitrophes
| Angeac-Charente | Mosnac-Saint-Simeux      |                       |
| Bouteville      | Châteauneuf-sur-Charente | Roullet-Saint-Estèphe |
| Bellevigne      | Birac                    |                       |

### Géologie et relief
Le sous-sol de la commune est constitué par le calcaire du Bassin aquitain comme les trois quarts ouest du département de la Charente, et se trouve sur la limite entre le Jurassique au nord et le Crétacé au sud.
Le Jurassique supérieur occupe une zone minuscule en bordure de la vallée de la Charente au nord de la commune et sur les deux rives (Boisragon et Pellegeais). Il s'agit du Purbeckien, marne riche en argile et en gypse de la fin du Jurassique mordant sur la période du Crétacé inférieur, et amorçant la zone du Pays Bas située plus à l'ouest.
Le Crétacé supérieur s'étage entre le Cénomanien au nord et dans les parties basses, et le Coniacien sur les hauteurs au sud et à l'ouest.
Du nord-est au sud-ouest, deux cuestas successives très proches l'une de l'autre forment un palier intermédiaire. La première sépare le Turonien inférieur du Turonien supérieur (calcaire plus dur, appelé aussi Angoumien), et forme le bord sud de la vallée de la Charente. On retrouve cet escarpement vers l'est en direction de Claix, La Couronne et le plateau d'Angoulême, et vers l'ouest en direction de Saint-Même-les-Carrières. La deuxième cuesta, plus haute, est dans le Campanien et va vers l'ouest en direction de Bouteville et Segonzac, et vers l'est en direction de Jurignac, Plassac-Rouffiac et Villebois-Lavalette. Mais le territoire communal s'arrête à ce premier palier et au Coniacien.
L'Angoumien a été exploité par des carrières de pierre de taille souterraines, souvent reconverties en champignonnières, ou à ciel ouvert (Peuroty, Haute Roche, la Combette...).
La vallée de la Charente est occupée par des alluvions du Quaternaire. Ces alluvions sont récentes pour la partie inondable, et plus anciennes sur de basses terrasses, au nord et à l'est de la commune (La Patte d'Oie - Saint-Surin et les Peyronnets),,.
Le point culminant de la commune est à l'altitude de 99 m, sur la limite ouest ; le sud et l'ouest de la commune dépassent souvent les 90 m d'altitude, ce qui correspond au plateau au sommet de la première cuesta. Au sud-est de la commune, les plateaux sont légèrement plus bas, à environ 70 m d'altitude. Le point le plus bas de la commune est à 16 m, au bord de la Charente sur la limite nord. La ville est construite essentiellement sur la rive gauche de la Charente, qui est la rive concave d'un grand méandre, et son altitude est d'environ 30 m.

### Hydrographie

#### Réseau hydrographique

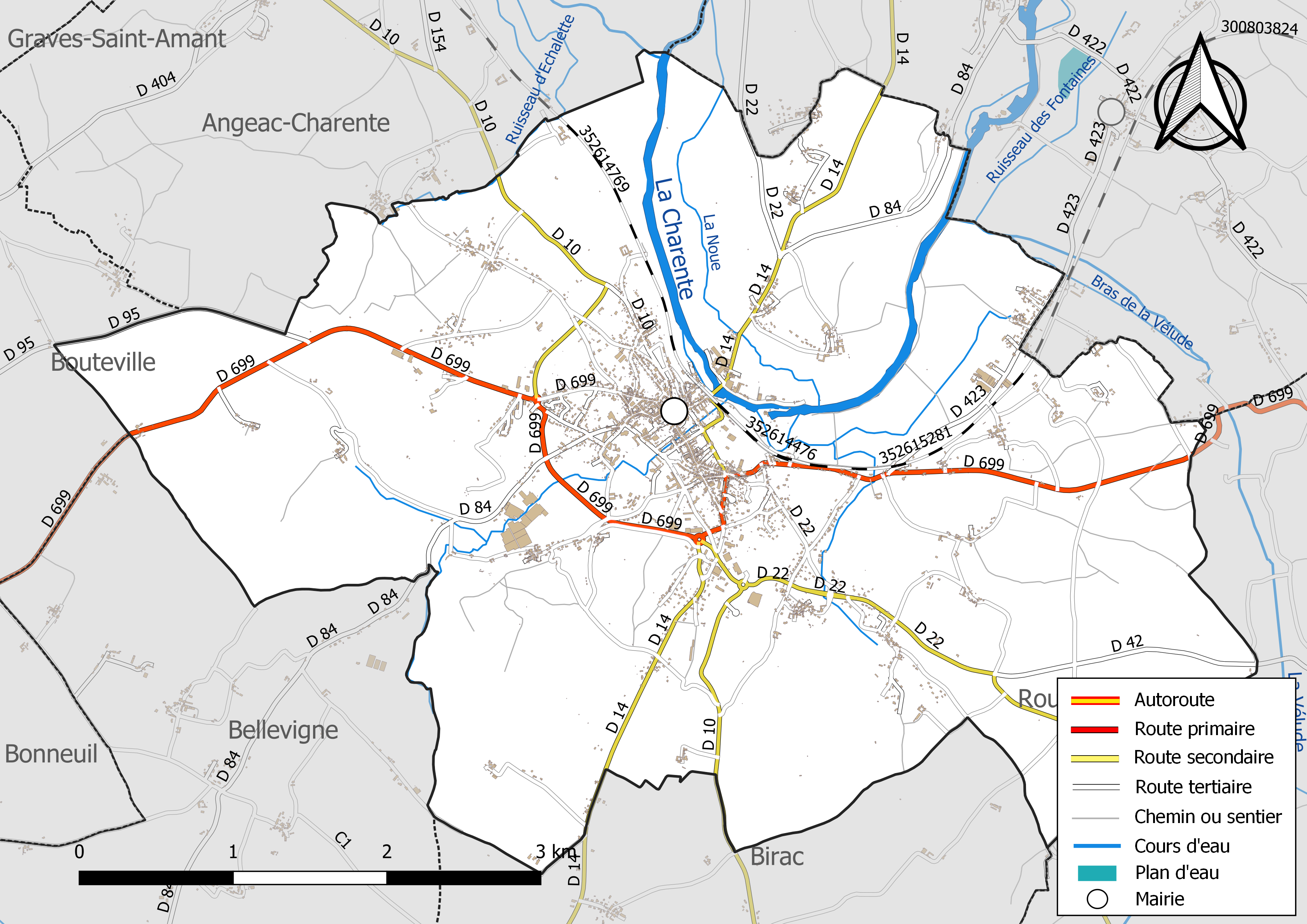
Réseaux hydrographique et routier de Châteauneuf-sur-Charente.

La commune est située dans le bassin versant de la Charente au sein  du Bassin Adour-Garonne. Elle est drainée par la Charente, la Vélude, le ruisseau des Moulins-d'Angeac, la Noue, le ruisseau d'Echalette, le ruisseau des Fontaines et par divers petits cours d'eau, qui constituent un réseau hydrographique de 18 km de longueur totale,.
La ville est établie sur les berges de la Charente, en rive gauche d'un grand méandre.D'une longueur totale de 381,4 km, ce fleuve prend sa source en Haute-Vienne, dans la commune de Chéronnac, et se jette  dans le Golfe de Gascogne, après avoir traversé 117 communes.
La Noue est un petit bras de la Charente situé sur la rive droite. La Vélude, ruisseau venant de Saint-Estèphe et affluent de la Charente sur sa rive gauche, limite la commune au nord-est. Deux autres petits affluents prenant naissance dans la commune au pied de la cuesta traversent la ville avant de se jeter dans la Charente. On trouve aussi quelques fontaines et lavoirs, comme la Font qui pisse au pied de Haute Roche.

#### Gestion des eaux
Le territoire communal est couvert par le schéma d'aménagement et de gestion des eaux (SAGE) « Charente ». Ce document de planification, dont le territoire correspond au bassin de la Charente, d'une superficie de 9 300 km2, a été approuvé le 19 novembre 2019. La structure porteuse de l'élaboration et de la mise en œuvre est l'établissement public territorial de bassin Charente. Il définit sur son territoire les objectifs généraux d’utilisation, de mise en valeur et de protection quantitative et qualitative des ressources en eau superficielle et souterraine, en respect des objectifs de qualité définis dans le troisième SDAGE  du Bassin Adour-Garonne qui couvre la période 2022-2027, approuvé le 10 mars 2022.

### Climat
Le climat est océanique aquitain et semblable à celui de la ville de Cognac où est située la station météorologique départementale.
| Mois                              | jan. | fév.  | mars  | avril | mai   | juin  | jui.  | août  | sep.  | oct. | nov. | déc. | année   |
| --------------------------------- | ---- | ----- | ----- | ----- | ----- | ----- | ----- | ----- | ----- | ---- | ---- | ---- | ------- |
| Température minimale moyenne (°C) | 2    | 2,8   | 3,8   | 6,2   | 9,4   | 12,4  | 14,4  | 14    | 12,1  | 8,9  | 4,7  | 2,6  | 7,8     |
| Température moyenne (°C)          | 5,4  | 6,7   | 8,5   | 11,1  | 14,4  | 17,8  | 20,2  | 19,7  | 17,6  | 13,7 | 8,6  | 5,9  | 12,5    |
| Température maximale moyenne (°C) | 8,7  | 10,5  | 13,1  | 15,9  | 19,5  | 23,1  | 26,1  | 25,4  | 23,1  | 18,5 | 12,4 | 9,2  | 17,7    |
| Ensoleillement (h)                | 80   | 103,9 | 153,3 | 184,5 | 204,9 | 239,6 | 276,4 | 248,3 | 199,4 | 159  | 96,8 | 78,8 | 2 024,9 |
| Précipitations (mm)               | 80,4 | 67,3  | 65,9  | 68,3  | 71,6  | 46,6  | 45,1  | 50,2  | 59,2  | 68,6 | 79,8 | 80   | 783,6   |

## Urbanisme

### Typologie
Au 1er janvier 2024, Châteauneuf-sur-Charente est catégorisée bourg rural, selon la nouvelle grille communale de densité à 7 niveaux définie par l'Insee en 2022.
Elle appartient à l'unité urbaine de Châteauneuf-sur-Charente, une unité urbaine monocommunale constituant une ville isolée,. La commune est en outre hors attraction des villes,.

### Occupation des sols
L'occupation des sols de la commune, telle qu'elle ressort de la base de données européenne d’occupation biophysique des sols Corine Land Cover (CLC), est marquée par l'importance des territoires agricoles (79,2 % en 2018), une proportion sensiblement équivalente à celle de 1990 (79,3 %). La répartition détaillée en 2018 est la suivante : 
cultures permanentes (31,2 %), zones agricoles hétérogènes (26 %), terres arables (20,5 %), zones urbanisées (8,9 %), forêts (8,2 %), mines, décharges et chantiers (2,3 %), prairies (1,6 %), zones industrielles ou commerciales et réseaux de communication (1,3 %). L'évolution de l’occupation des sols de la commune et de ses infrastructures peut être observée sur les différentes représentations cartographiques du territoire : la carte de Cassini (XVIIIe siècle), la carte d'état-major (1820-1866) et les cartes ou photos aériennes de l'IGN pour la période actuelle (1950 à aujourd'hui).

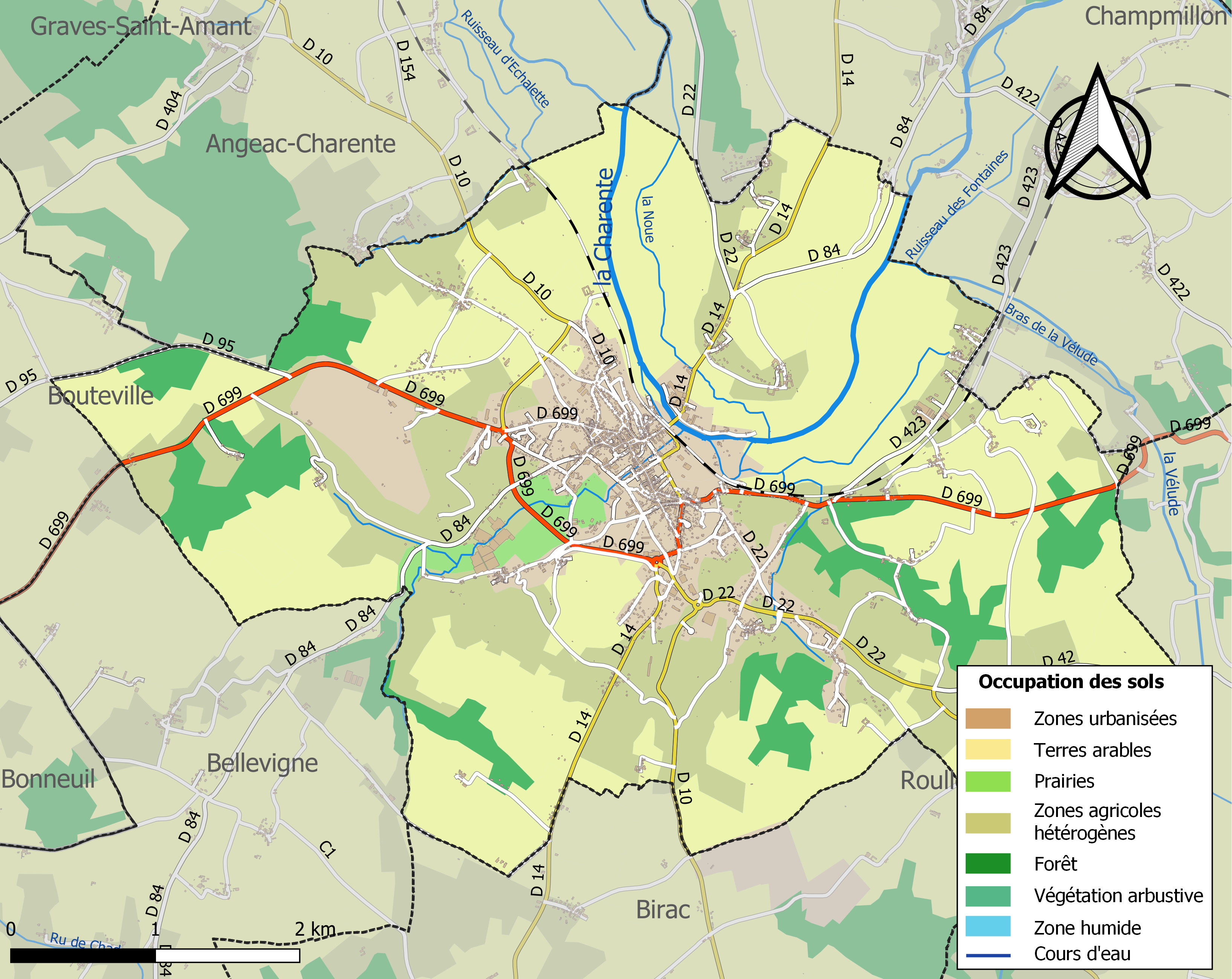
Carte des infrastructures et de l'occupation des sols de la commune en 2018 (CLC).

### Risques majeurs
Le territoire de la commune de Châteauneuf-sur-Charente est vulnérable à différents aléas naturels : météorologiques (tempête, orage, neige, grand froid, canicule ou sécheresse), inondations et séisme (sismicité faible). Il est également exposé à un risque technologique, le transport de matières dangereuses. Un site publié par le BRGM permet d'évaluer simplement et rapidement les risques d'un bien localisé soit par son adresse soit par le numéro de sa parcelle.

#### Risques naturels
La commune fait partie du territoire à risques importants d'inondation (TRI) Saintes-Cognac-Angoulême, regroupant 46 communes concernées par un risque de débordement du fleuve Charente (34 en Charente et 12 en Charente-Maritime), un des 18 TRI qui ont été arrêtés fin 2012 sur le bassin Adour-Garonne. Les événements antérieurs à 2014 les plus significatifs sont les crues de l'hiver 1779, de 1842, de 1859, du 9 décembre 1882 du 19 février 1904, du 10 janvier 1961, de mars-avril 1962, du 24 décembre 1982 et du 8 janvier 1994. Des cartes des surfaces inondables ont été établies pour trois scénarios : fréquent (crue de temps de retour de 10 ans à 30 ans), moyen (temps de retour de 100 ans à 300 ans) et extrême (temps de retour de l'ordre de 1 000 ans, qui met en défaut tout système de protection). La commune a été reconnue en état de catastrophe naturelle au titre des dommages causés par les inondations et coulées de boue survenues en 1982, 1986, 1987, 1993, 1999 et 2021,.

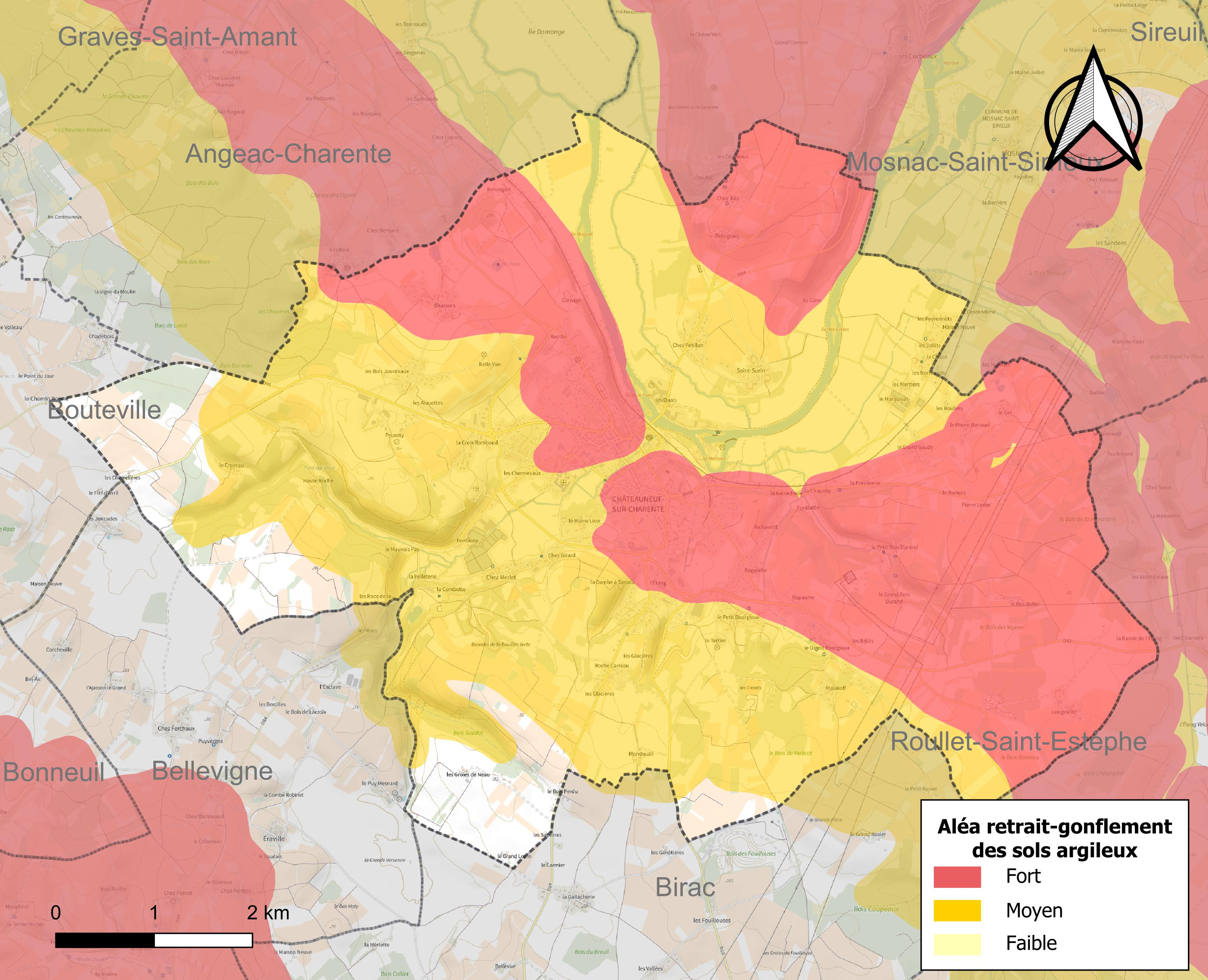
Carte des zones d'aléa retrait-gonflement des sols argileux de Châteauneuf-sur-Charente.

Le retrait-gonflement des sols argileux est susceptible d'engendrer des dommages importants aux bâtiments en cas d’alternance de périodes de sécheresse et de pluie. Les 90,2 % de la superficie communale sont en aléa moyen ou fort (67,4 % au niveau départemental et 48,5 % au niveau national). Sur les 1 670 bâtiments dénombrés sur la commune en 2019, 1 652 sont en aléa moyen ou fort, soit 99 %, à comparer aux 81 % au niveau départemental et 54 % au niveau national. Une cartographie de l'exposition du territoire national au retrait gonflement des sols argileux est disponible sur le site du BRGM,.
Par ailleurs, afin de mieux appréhender le risque d’affaissement de terrain, l'inventaire national des cavités souterraines permet de localiser celles situées dans la commune.
Concernant les mouvements de terrains, la commune a été reconnue en état de catastrophe naturelle au titre des dommages causés par la sécheresse en 2005 et 2011 et par des mouvements de terrain en 1999.

#### Risques technologiques
Le risque lié au transport de matières dangereuses est consécutif à la présence d'une ou plusieurs infrastructures routières ou ferroviaires importantes ou d'une canalisation de transport d'hydrocarbures dans la commune. Un accident se produisant sur de telles infrastructures est susceptible d’avoir des effets graves sur les biens, les personnes ou l'environnement, selon la nature des substances transportées. Des dispositions d’urbanisme peuvent être préconisées en conséquence.

## Toponymie
Les formes anciennes attestées sont Castelli Novi en 1147, Castrum novum en 1144, Castronovo en 1245, Chasteauneuf, Chasteauneuf sur Charente au XVIe siècle.
Avant le XIe siècle, Châteauneuf s'est d'abord appelée Bardevilla (ou Berdeville selon Corlieu XVIe siècle,,), avant de devenir Châteauneuf du fait de la construction d'un nouveau château au XIIe siècle, d'où son nom le château neuf.
L'origine du nom de Bardeville remonterait à un personnage franc Bardo dont le nom est associé au suffixe -villa, ce qui correspondrait à Bardone villa, ou « domaine de Bardo ». Les noms en -ville en Charente, fréquents entre Barbezieux et Châteauneuf, seraient issus des implantations franques après le VIe siècle en Aquitaine, comme au sud-est de Toulouse.
Pendant la Révolution, la commune de Châteauneuf s'est appelée provisoirement Val-Charente, tandis que celle de Saint-Surin s'est appelée Surin-Charente.
La commune, nommée Châteauneuf en 1793, est devenue officiellement Châteauneuf-sur-Charente en 1891.
La Charente, fleuve français du Bassin aquitain, draine la commune.

## Histoire

### Préhistoire
Un habitat préhistorique est attesté. Le site de Fontaury correspond à Homo sapiens. La grotte à Melon est un site Moustérien.
Grâce à l'archéologie aérienne, des vestiges d'enceintes ou de fossés protohistoriques ont aussi été trouvés sur la commune.

### Époque romaine
La voie romaine entre Saintes et Périgueux passe sur les coteaux en limite sud de la commune, son emprise étant toujours utilisée et nommée le chemin Boisné.
Quelques vestiges romains ont été trouvés principalement sur la rive droite, près de Saint-Surin.
Un cimetière de guerriers de l'Antiquité tardive (probablement franc ou mérovingien) a été trouvé au Gré,.

### Moyen Âge
Le premier château, sur l'île de la Fuie (appelée aussi Calais), une île de la Charente, existait déjà probablement du temps de Clovis et fut incendié vers 1081. Sa situation lui permettait de contrôler la navigation sur le fleuve et probablement son franchissement par un gué ou peut-être un premier pont. Il s'agissait certainement d'un fortin primitif, en bois, du type de la motte castrale. Après l'incendie, un nouveau château fut construit, en pierre, sur le coteau voisin en rive gauche de la Charente, dominant le site initial, d'où le nom de « chasteau neuf ».
Le site même où s'étend la ville permet de comprendre pourquoi il fut choisi par ses premiers occupants : présence d'une île sur la Charente, facilitant le passage à gué, permettant d'établir un ouvrage défensif ; falaises à proximité, offrant peut-être un refuge et plus certainement un point de vue dominant sur le fleuve, et la possibilité d'exploiter des carrières d'une pierre aisée à tailler ; terres cultivables riches, dans la vallée de la Charente ; ruisseaux et sources. La ville même était probablement fortifiée, plusieurs documents mentionnant la présence de portes, douves et fossés, mais pas de remparts. Il n'en reste plus trace de nos jours, pas plus que du château dont les derniers vestiges sont incorporés à l'urbanisation actuelle.
Pendant longtemps, Châteauneuf offrira le seul pont en pierre sur la Charente entre Cognac et Angoulême, ce qui en fera une place forte convoitée.
Châteauneuf appartient tout d'abord aux Taillefer, comtes d'Angoulême. Le comte d'Angoulême vend les terres en 1098.
Au XIIe siècle, profitant de l'absence du comte d'Angoulême, Guillaume Taillefer, les seigneurs d'Archiac, Cognac et Jarnac avaient formé contre lui une ligne puissante et le seigneur de Jarnac était venu mettre le siège devant Châteauneuf. Dès son retour, le comte d'Angoulême défit le seigneur et le fit prisonnier.
Au cours du Moyen Âge, Châteauneuf se trouvait sur un itinéraire secondaire est-ouest fréquenté par les pèlerins du Limousin et du Périgord allant au sanctuaire de Saint-Jacques-de-Compostelle et à Saintes pour les reliques de saint Eutrope. Cet itinéraire longeait la Charente par Angoulême et Cognac.
Châteauneuf reviendra aux comtes d'Angoulême en 1242, grâce à son rachat par Isabelle Taillefer mariée à Hugues X de Lusignan, qui donneront la seigneurie à un de leurs cadets, Geoffroy Ier de Lusignan (Jarnac). Une confusion entre les personnes ayant été nommées Geoffroy de Lusignan a donné une erreur : l'utilisation des armes et de la devise de Geoffroy Ier et II de Lusignan, seigneurs de Vouvant, par la ville de Châteauneuf-sur-Charente. En effet, il s'agit de la devise utilisée par Geoffroy Ier et Geoffroy II de Lusignan, seigneurs de Vouvant et de Mervent, au début du XIIIe siècle,. Les armes réutilisées par la ville de Châteauneuf correspondent quant à elles aux armes portées par Geoffroy Ier de Lusignan et son fils Geoffroy II, (les armoiries de Geoffroy Ier de Lusignan (Jarnac) comportent un lion tourné vers la gauche et non vers la droite).

Armoiries, sceaux et contre-sceaux de Geoffroy Ier et Geoffroy II de Lusignan (Vouvant) et Geoffroy Ier de Lusignan (Jarnac)
Armoiries de Geoffroy Ier de Lusignan (Vouvant), puis de son fils Geoffroy II de Lusignan (Vouvant).
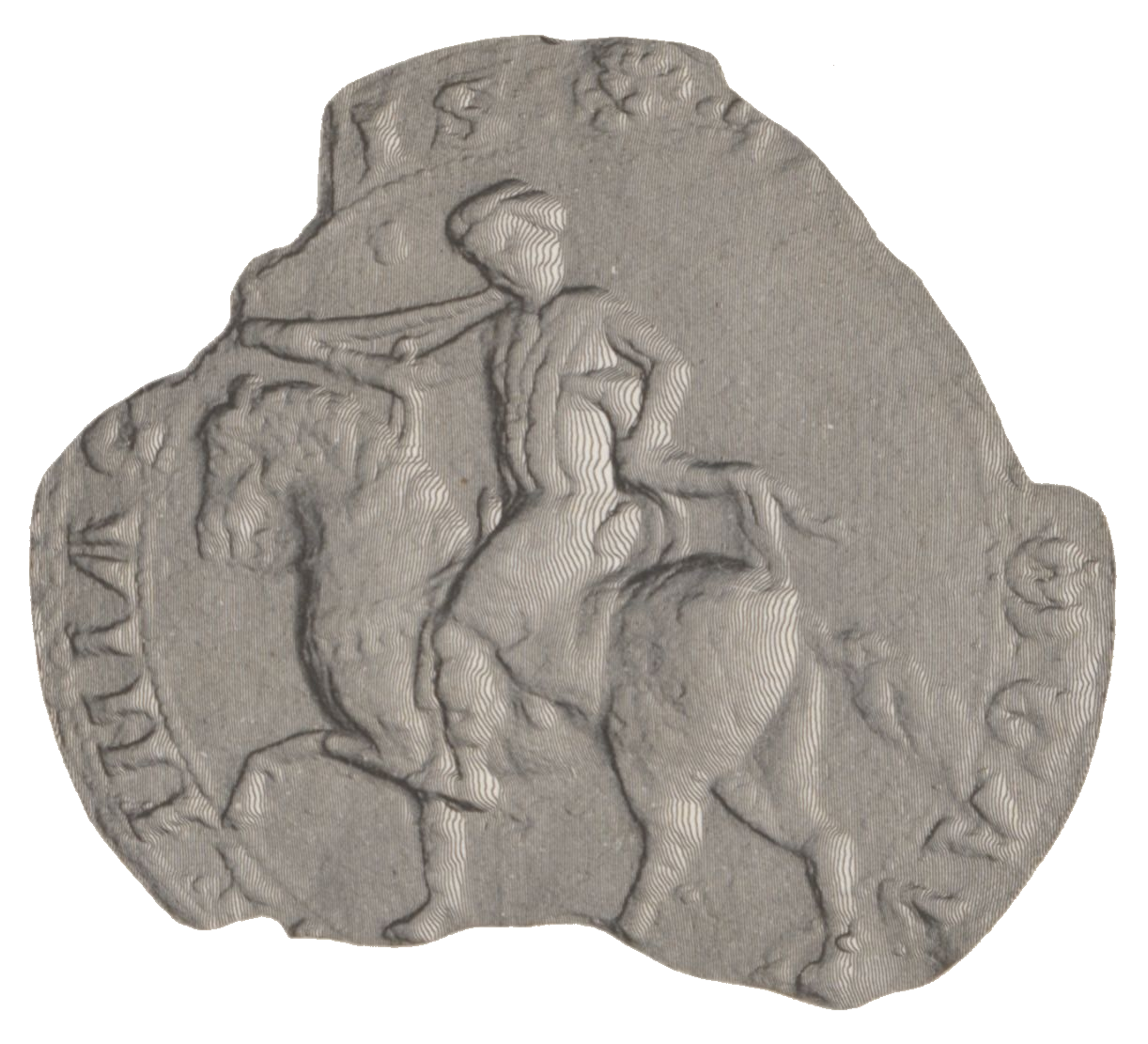
Sceau de Geoffroy II (Vouvant).
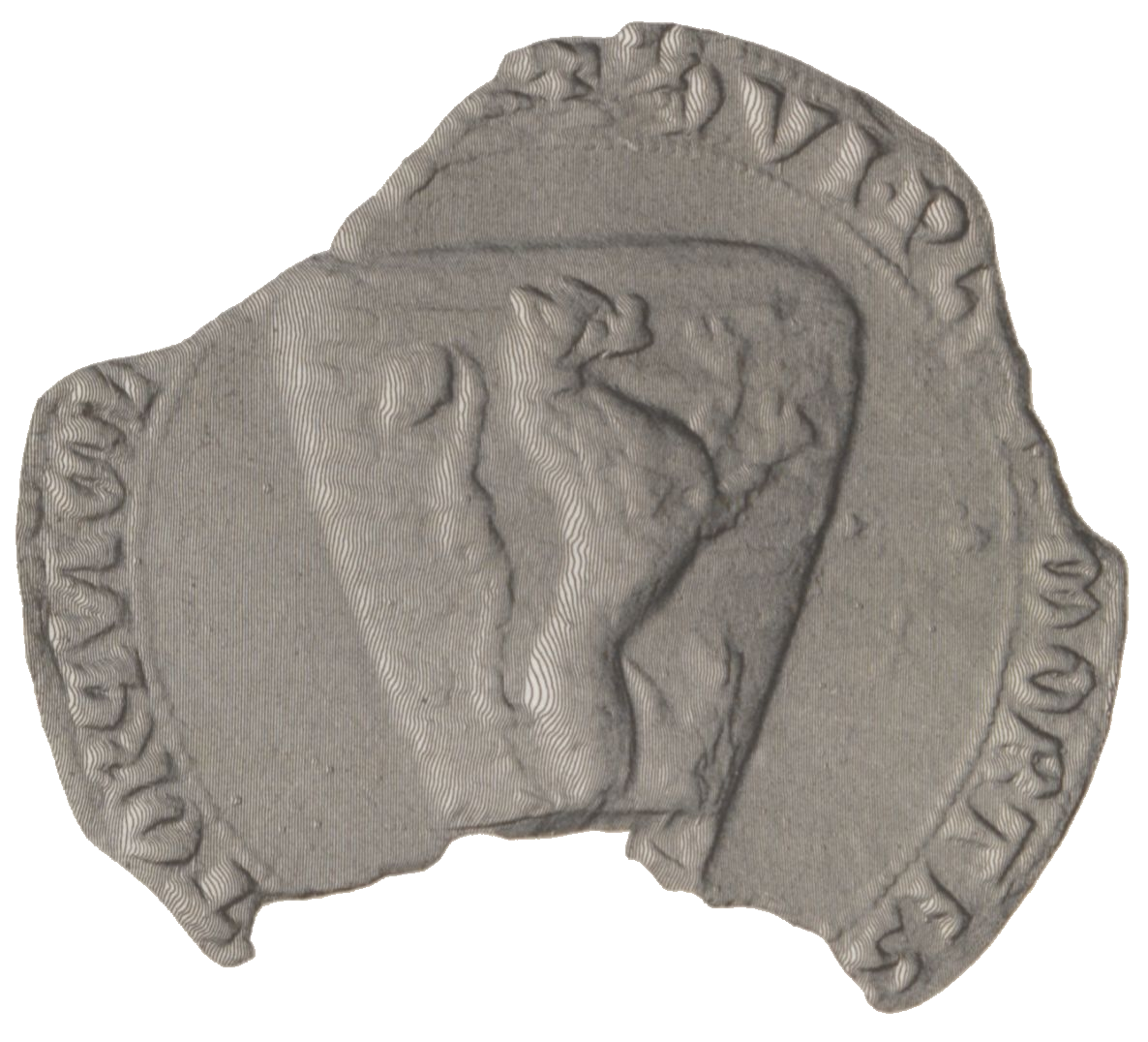
Contre-sceau de Geoffroy II (Vouvant).
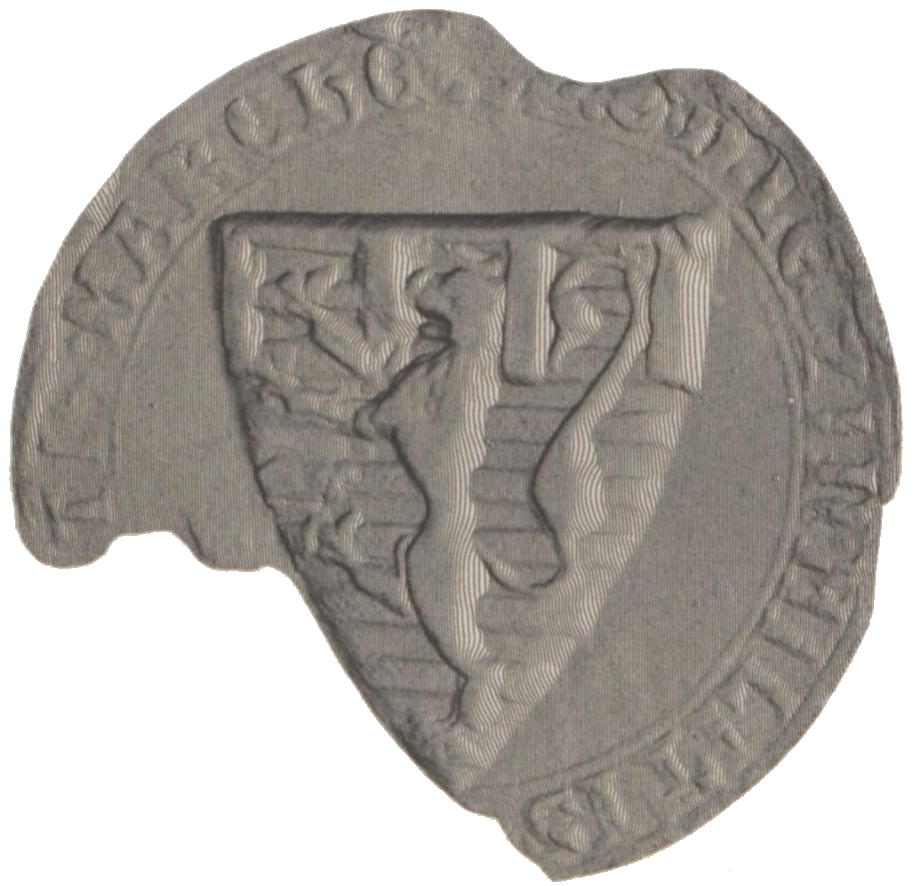
Contre-sceau de Geoffroy Ier (Jarnac) appendu en 1246 (présence de ses premières armoiries).
Premières armoiries de Geoffroy Ier (Jarnac).
Secondes armoiries de Geoffroy Ier (Jarnac).

Ultérieurement, la seigneurie de Châteauneuf passa à Jean d'Eslion, sieur d'Arlay, puis à Amaury et à Guillaume de Craon, seigneurs de Jarnac, et enfin à Guy VIII de la Rochefoucauld, qui l'acheta à Guillaume de Craon dont il était le gendre, ayant épousé sa fille Marguerite.

#### Guerre de Cent Ans
Le traité de Brétigny, signé en 1360, rétrocéda Châteauneuf aux Anglais comme tout l'Angoumois. Ils l'occupèrent pendant vingt ans. C'était la guerre de Cent Ans, qui fera des ravages en Angoumois et Saintonge. Les Anglais privilégiaient cette place à cause de son pont. En 1376 le duc de Berry, après avoir pris Merpins, vint assiéger Châteauneuf qui se défendit vigoureusement avec l'appui de la garnison anglaise du château de Bouteville. Le siège dura quatre ans, le roi Charles V vint diriger les opérations en personne et Châteauneuf dut capituler.
La paix revenue, le bon comte Jean vint souvent résider à Châteauneuf, à Chassors où il se rendait à pied,.
La seigneurie fut donnée en apanage à Louis d'Orléans, frère du roi Charles VI ; son petit-fils Charles, père de François Ier, mourut à Châteauneuf le 1er janvier 1496. Sa veuve, Louise de Savoie, duchesse d'Angoulême, conserva cette seigneurie jusqu'à son décès le 22 septembre 1531. Temporairement possédée par Philippe Chabot, amiral de France, la seigneurie de Châteauneuf passa ensuite à la couronne au milieu du XVIe siècle.

### Ancien Régime

#### Guerres de religion
Châteauneuf eut à souffrir des guerres de religion, et fut occupée tour à tour par les deux partis en guerre.
L'église Saint-Pierre sera à nouveau endommagée lors des révoltes contre la gabelle de 1555 à 1560 et lors des guerres de religion.
Par la suite, les rois de France engagèrent la seigneurie à divers seigneurs, Châteauneuf passant ainsi successivement, aux sieurs de Rochechouart, puis de Mortemart, au duc d'Épernon, au maréchal de Navailles, à la marquise de Courcillon, aux marquis de Brunoy…
Enfin le comte d'Artois reprit la seigneurie en 1777, à titre d'apanage, et la conserva jusqu'à la Révolution.
Le 16 août 1768, un énorme orage causa la mort de huit personnes.

#### Chemin de la Poste
Châteauneuf était située sur la route de Paris à Bordeaux, appelée route de la Poste,. Celle-ci était en ligne droite entre Chaunay et Barbezieux par Villefagnan, Aigre, Saint-Cybardeaux, Châteauneuf et Pont-à-Brac, avant qu'elle ne soit déviée au XVIIIe siècle pour desservir Angoulême par Turgot, intendant de la généralité de Limoges. Elle traversait la Charente à Châteauneuf,.

### DuXVIIIeauXXesiècle
En 1813 la ville a souffert des inondations.
L'architecte diocésain Paul Abadie fut l'artisan de la restauration de l'église Saint-Pierre, en deux campagnes, 1846-1850 et 1858-1861.
À la fin du XIXe siècle, Châteauneuf bénéficia de l'arrivée du chemin de fer avec l'ouverture de la ligne d'Angoulême à Saintes en 1867 (qui sera fatale au trafic fluvial pénalisé par le faible gabarit des bateaux et l'impossibilité de l'augmenter), et de Châteauneuf à Barbezieux en 1872, prolongée vers Bordeaux en 1907.

## Politique et administration

### Liste des maires
| Période                                  | Période   | Identité            | Étiquette        | Qualité |
| ---------------------------------------- | --------- | ------------------- | ---------------- | --- |
| Les données manquantes sont à compléter. |           |                     |                  | |
| octobre 1947                             | mars 1971 | Raoul Audebert      | Rad.-RGR puis RI | Médecin Conseiller général de Châteauneuf-sur-Charente (1951 → 1982) |
| Les données manquantes sont à compléter. |           |                     |                  | |
| avant 1981                               | ?         | Henri Maillard      |                  | |
| mars 1989                                | juin 1995 | René Caille         | PS               | Agent commercial retraité |
| juin 1995                                | mars 2001 | Jacques Bobe        | UDF (FD)         | Viticulteur Conseiller général de Châteauneuf-sur-Charente (1994 → 2008) Président du conseil général de la Charente (1998 → 2003) Président de la CC de la région de Châteauneuf (1995 → 2008) |
| mars 2001                                | mars 2014 | Gérard Castaing     | UMP              | Artisan retraité, maire honoraire |
| mars 2014                                | En cours  | Jean-Louis Lévesque | DVG              | Médecin généraliste Réélu pour le mandat 2020-2026 |

## Démographie

### Évolution démographique
L'évolution du nombre d'habitants est connue à travers les recensements de la population effectués dans la commune depuis 1793. Pour les communes de moins de 10 000 habitants, une enquête de recensement portant sur toute la population est réalisée tous les cinq ans, les populations de référence des années intermédiaires étant quant à elles estimées par interpolation ou extrapolation. Pour la commune, le premier recensement exhaustif entrant dans le cadre du nouveau dispositif a été réalisé en 2006.

En 2022, la commune comptait 3 562 habitants, en évolution de +0,48 % par rapport à 2016 (Charente : −0,48 %, France hors Mayotte : +2,11 %).
| 1793  | 1800  | 1806  | 1821  | 1831  | 1841  | 1846  | 1851  | 1856  |
| ----- | ----- | ----- | ----- | ----- | ----- | ----- | ----- | ----- |
| 2 156 | 2 184 | 2 153 | 2 277 | 2 346 | 2 336 | 2 739 | 3 030 | 3 034 |

| 1861  | 1866  | 1872  | 1876  | 1881  | 1886  | 1891  | 1896  | 1901  |
| ----- | ----- | ----- | ----- | ----- | ----- | ----- | ----- | ----- |
| 3 565 | 3 541 | 3 750 | 3 774 | 3 204 | 3 174 | 2 888 | 2 783 | 2 870 |

| 1906  | 1911  | 1921  | 1926  | 1931  | 1936  | 1946  | 1954  | 1962  |
| ----- | ----- | ----- | ----- | ----- | ----- | ----- | ----- | ----- |
| 2 996 | 3 025 | 2 808 | 2 876 | 3 020 | 2 975 | 3 002 | 3 015 | 3 285 |

| 1968  | 1975  | 1982  | 1990  | 1999  | 2006  | 2011  | 2016  | 2021  |
| ----- | ----- | ----- | ----- | ----- | ----- | ----- | ----- | ----- |
| 3 475 | 3 500 | 3 554 | 3 522 | 3 422 | 3 434 | 3 413 | 3 545 | 3 554 |

| 2022  | - | - | - | - | - | - | - | - |
| ----- | - | - | - | - | - | - | - | - |
| 3 562 | - | - | - | - | - | - | - | - |

### Pyramide des âges
La population de la commune est relativement âgée.
En 2018, le taux de personnes d'un âge inférieur à 30 ans s'élève à 28,2 %, soit en dessous de la moyenne départementale (30,2 %). À l'inverse, le taux de personnes d'âge supérieur à 60 ans est de 34,2 % la même année, alors qu'il est de 32,3 % au niveau départemental.
En 2018, la commune comptait 1 635 hommes pour 1 906 femmes, soit un taux de 53,83 % de femmes, largement supérieur au taux départemental (51,59 %).
Les pyramides des âges de la commune et du département s'établissent comme suit.
| Hommes | Classe d’âge | Femmes |
| ------ | ------------ | ------ |
| 1,5    | 90 ou +      | 4,0    |
| 9,5    | 75-89 ans    | 15,6   |
| 19,2   | 60-74 ans    | 17,8   |
| 21,1   | 45-59 ans    | 20,1   |
| 18,3   | 30-44 ans    | 16,1   |
| 13,7   | 15-29 ans    | 11,5   |
| 16,6   | 0-14 ans     | 14,9   |

| Hommes | Classe d’âge | Femmes |
| ------ | ------------ | ------ |
| 1      | 90 ou +      | 2,7    |
| 9,2    | 75-89 ans    | 12     |
| 20,6   | 60-74 ans    | 21,3   |
| 20,7   | 45-59 ans    | 20,3   |
| 16,8   | 30-44 ans    | 16     |
| 15,6   | 15-29 ans    | 13,4   |
| 16,1   | 0-14 ans     | 14,3   |

## Économie

### Agriculture
La viticulture est une activité importante de Châteauneuf, qui est située en Petite Champagne, dans la zone d'appellation d'origine contrôlée du cognac.
Certains producteurs vendent cognac, pineau des Charentes et vin de pays à la propriété.

## Équipements, services et vie locale

### Enseignement
Le collège d'enseignement secondaire Maurice-Genevoix regroupe 400 élèves de la 6e à la 3e répartis dans 17 classes.
Châteauneuf possède une école élémentaire, Marcelle-Nadaud, comprenant neuf classes, ainsi qu'une école maternelle, Marie-Curie.
De plus, il existe une école primaire privée sous contrat, l'école Sainte-Marthe, accueillant 120 élèves.

### Sports et équipements
- Piscine municipale.
- Terrain de Tennis.
- Dojo.
- Salle de musculation et de basket.
- Skate Park.
- Salle des fêtes.

## Culture locale et patrimoine

### Lieux et monuments

#### Patrimoine religieux

##### Église Saint-Pierre
L'église paroissiale Saint-Pierre est remarquable par sa statuaire et en particulier le cavalier du frontispice, qui représente le 1er empereur romain chrétien, Constantin, écrasant le paganisme. Cette statue symbolise la victoire de la chrétienté sur le paganisme, matérialisée par l'édification de l'église, puisque celle-ci fut construite sur un ancien lieu de culte païen.
Elle est également remarquable par sa haute façade de 24 mètres, divisée en trois parties verticales et trois parties horizontales. Elle est ainsi considérée comme une des plus belles façades de Charente. De 1846 à 1860, l'architecte Paul Abadie entreprit la restauration de l'église. Les remarquables pentures, les ferrures, les heurtoirs du portail ainsi que la ferronnerie des deux portes vitrées donnant accès à l'église ont été réalisés en 1851 par le ferronnier d'art Pierre Boulanger. L'église est en partie romane (XIIe siècle), en partie gothique avec un clocher gothique (XVe siècle).
L'église cache un détail amusant, un escargot sculpté en haut-relief, à l'extrémité de la nef, côté autel. L'escargot petit-gris est un symbole charentais, censé à la fois représenter le caractère des habitants, discrets, pacifiques, peu enclins à s'exciter, un brin casaniers, et montrer leur attachement à cet animal, sous l'angle culinaire. Les Castelnoviens aiment à montrer cette "cagouille" à leurs hôtes. Sa recherche occupe les enfants lors de la visite du monument.
L'église Saint-Pierre était un ancien prieuré bénédictin de l'abbaye de Bassac.
Elle est classée monument historique depuis 1862,.

Église Saint-Pierre
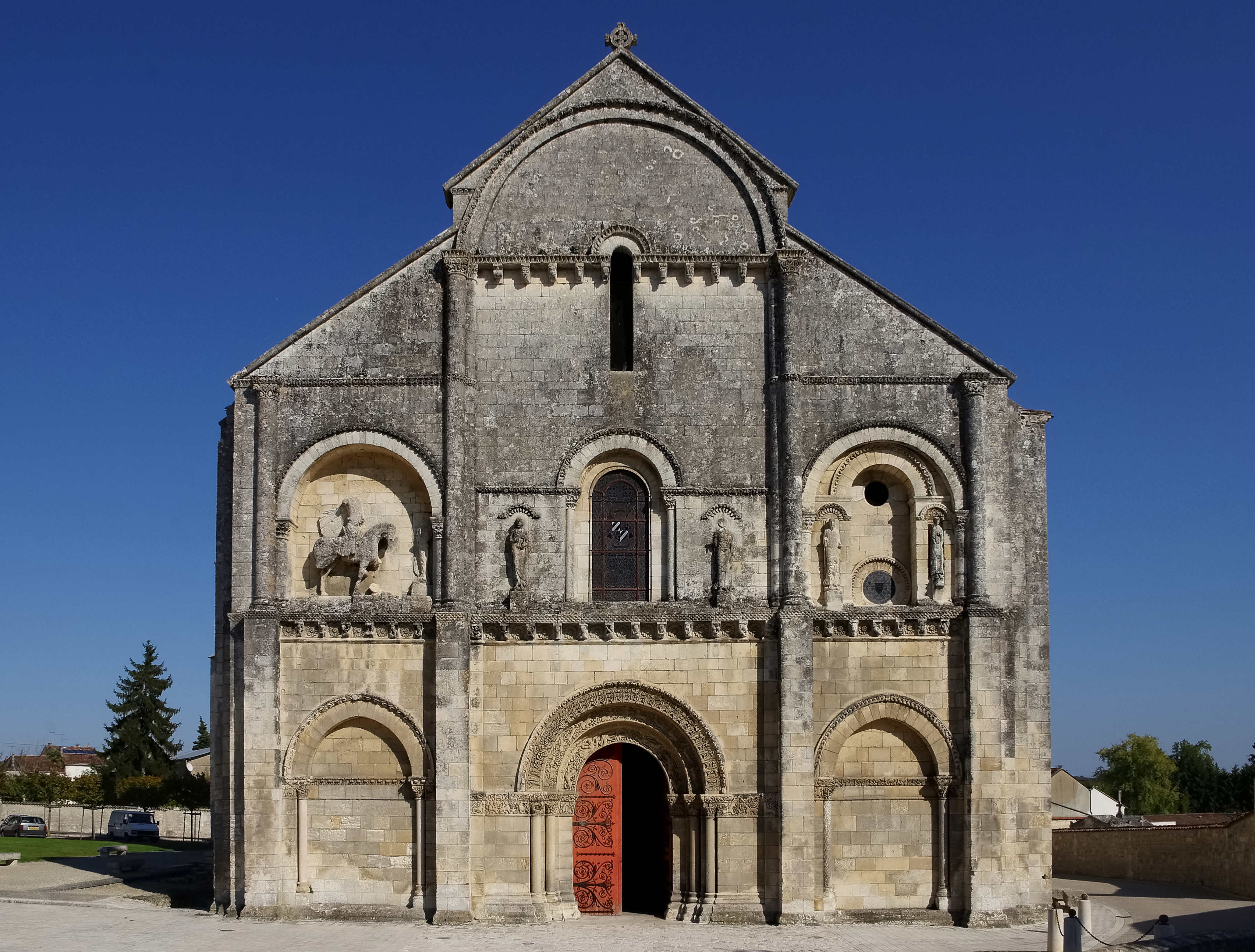
La façade.
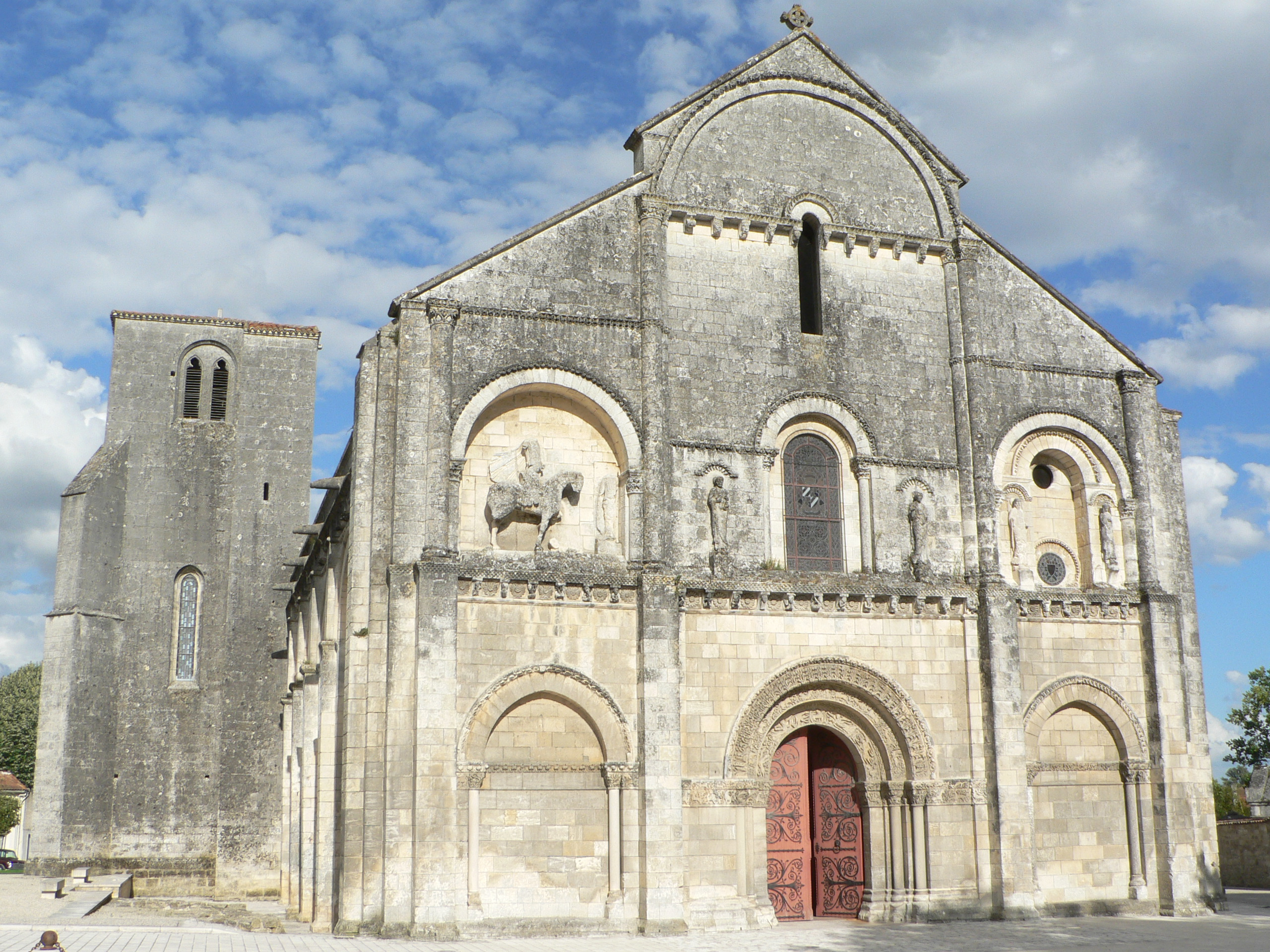
Avec son clocher.
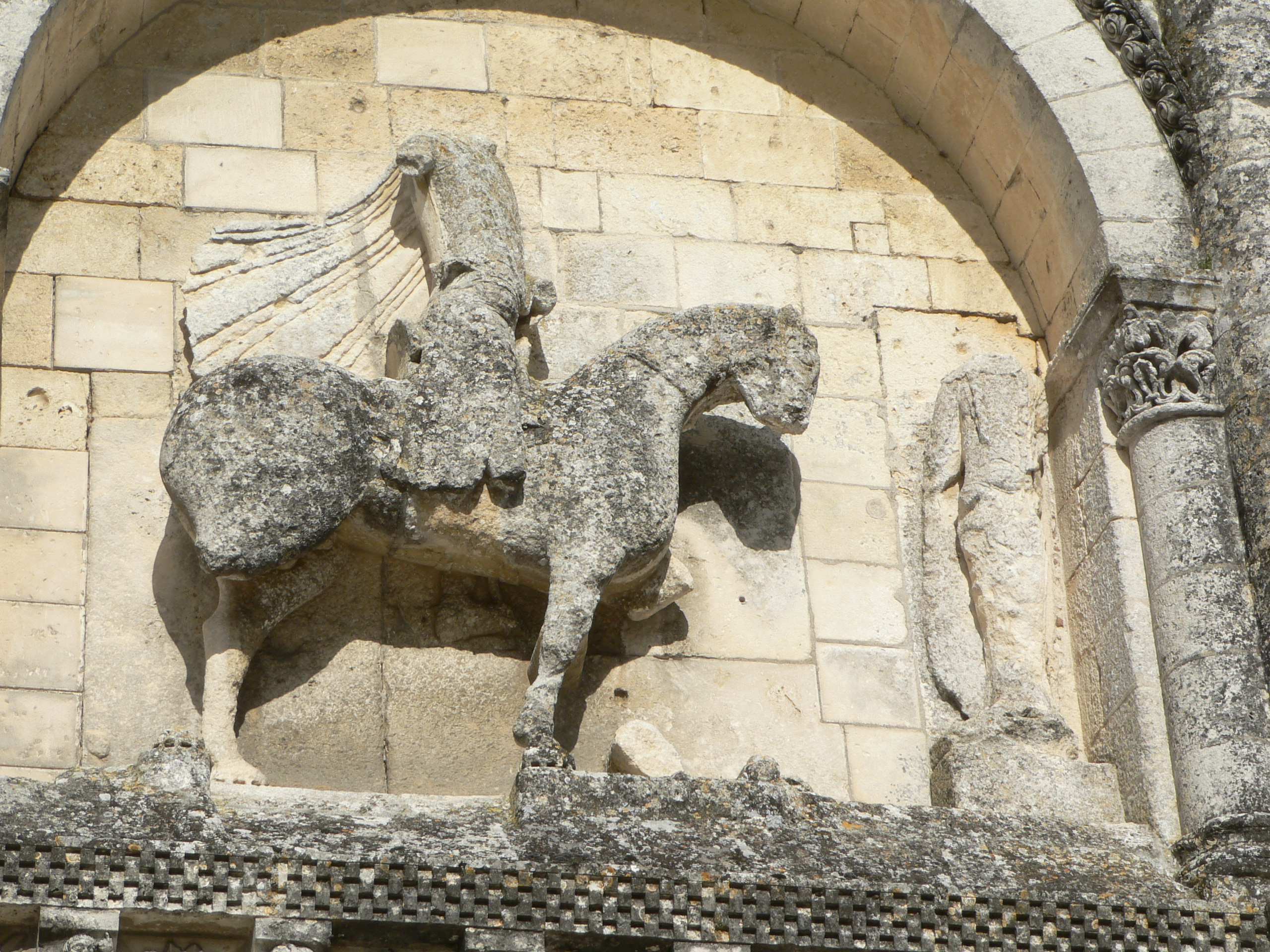
Statue de Constantin.
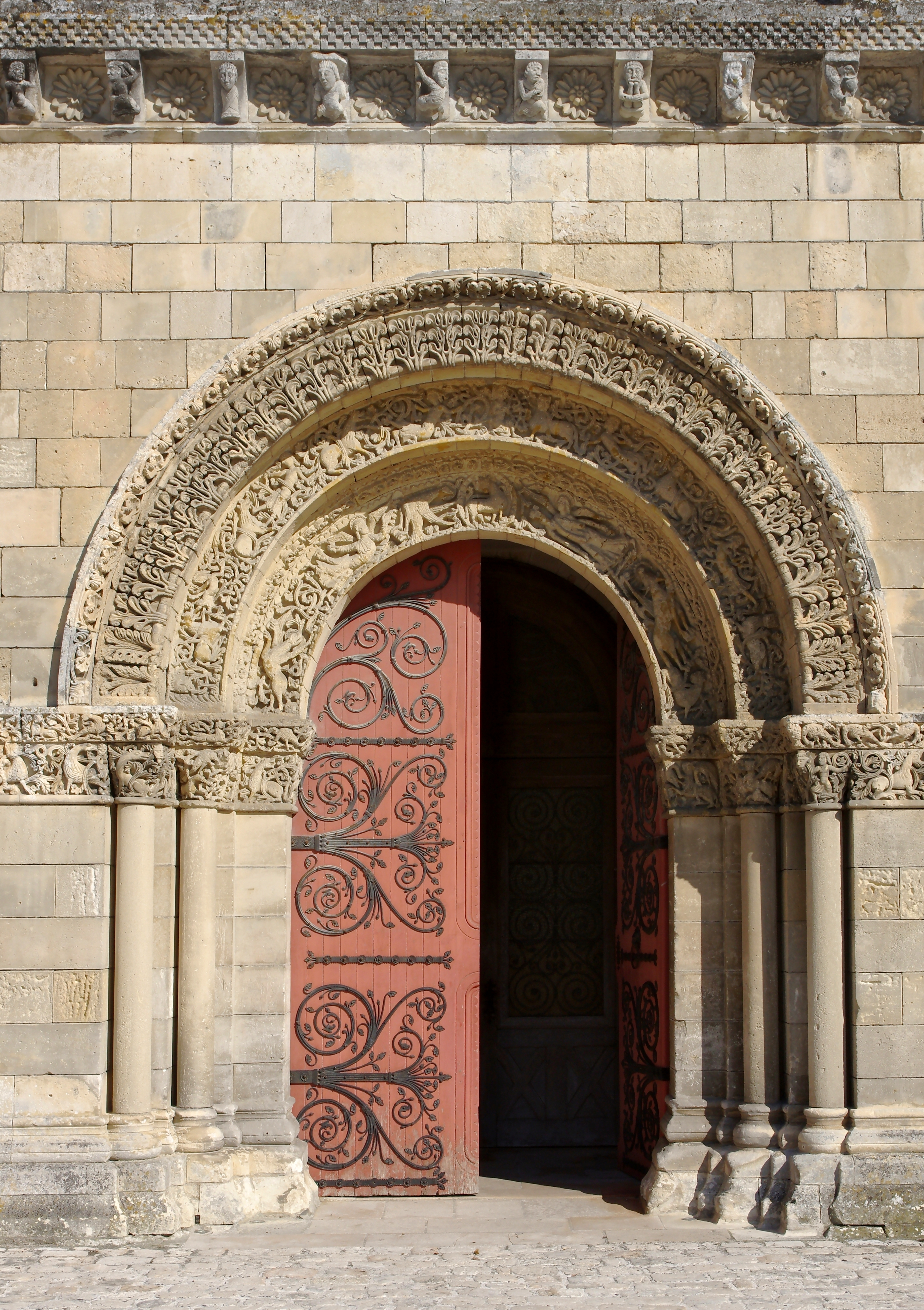
Portail, tympan et modillons.
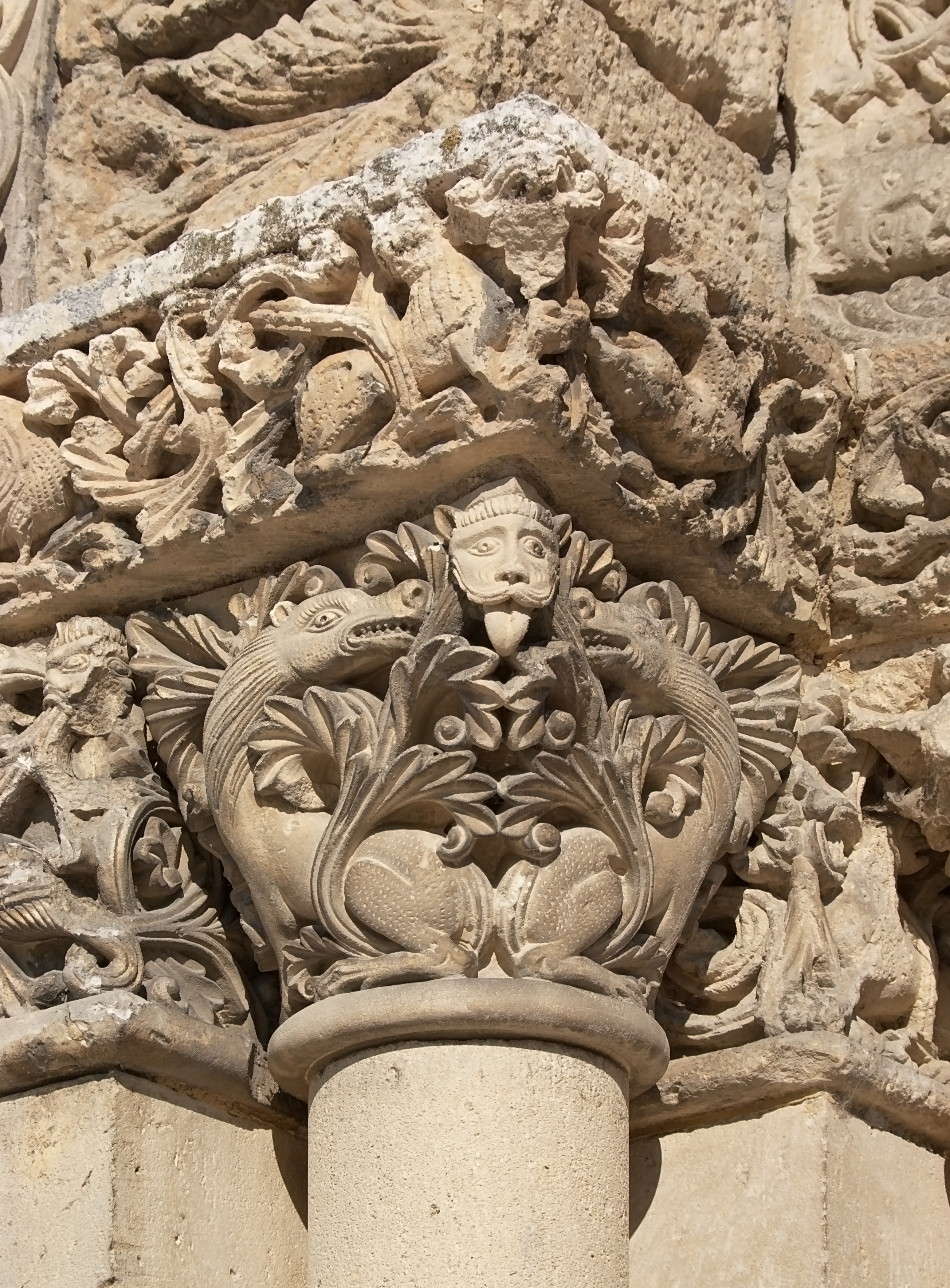
Chapiteau du portail.
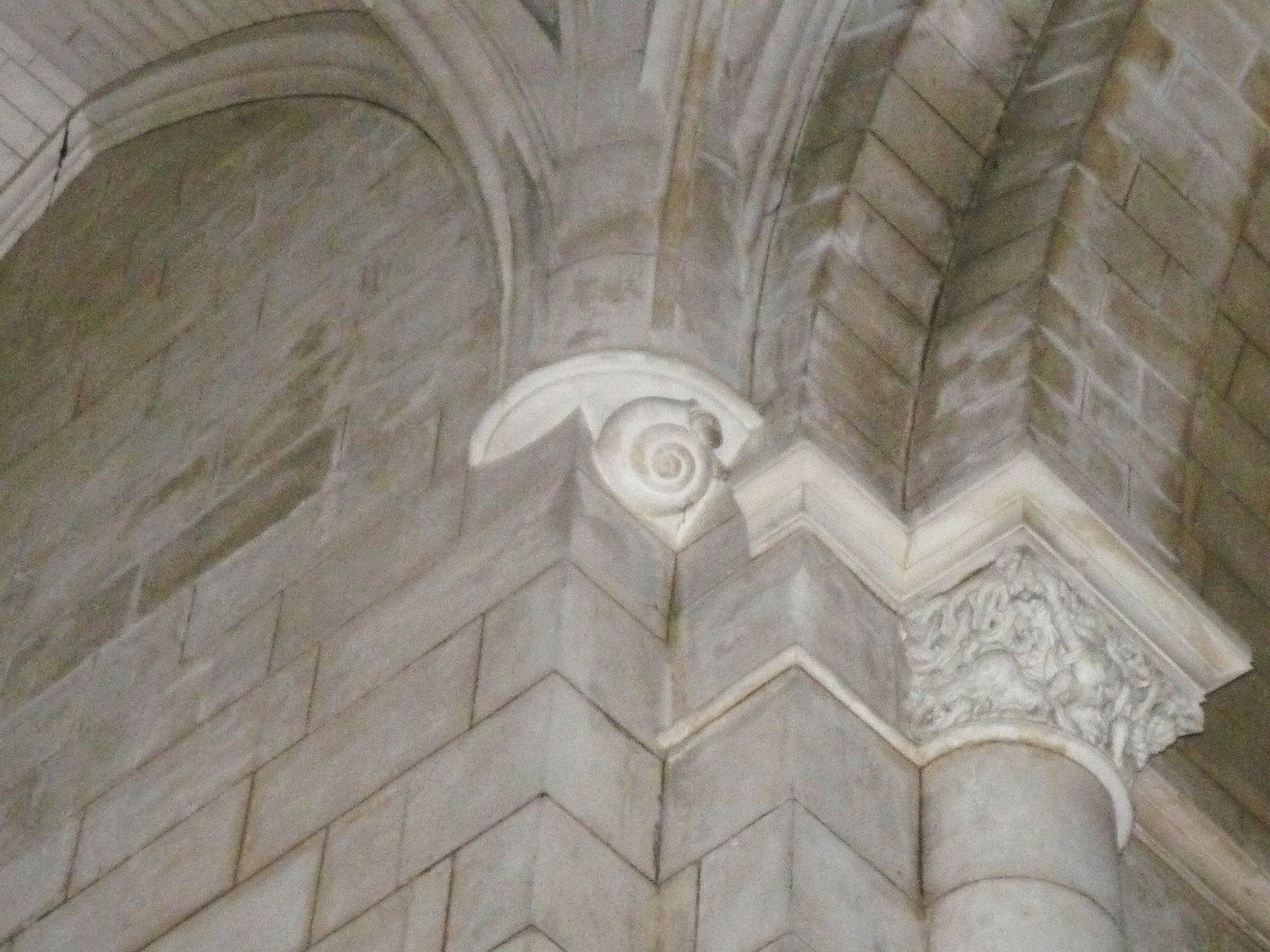
Escargot sculpté.

##### Église de Saint-Surin

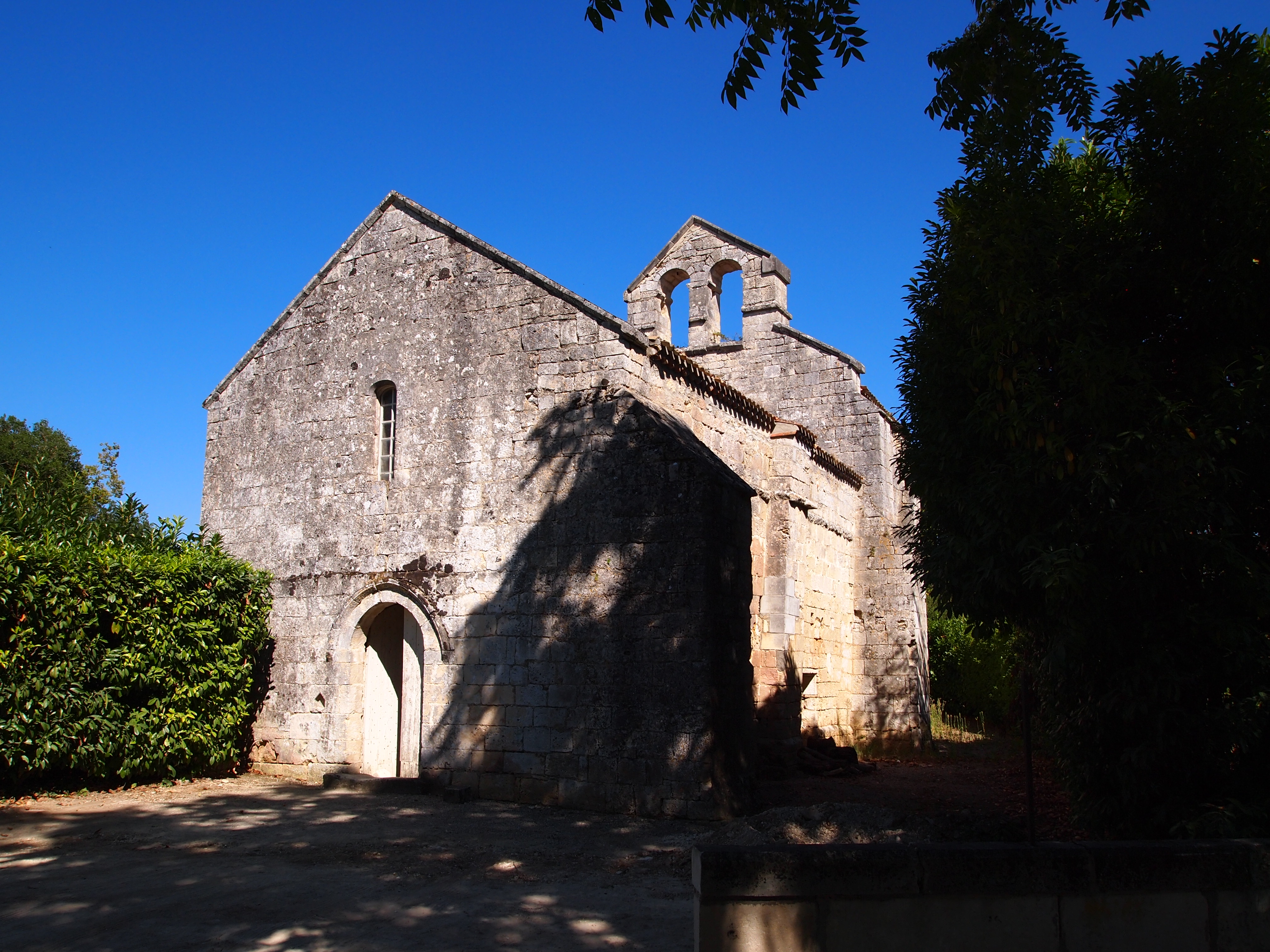
L'église Saint-Surin.

Dans les années 700-800, c'est-à-dire à l'époque où régnèrent Pépin le Bref puis Charlemagne, les bergers qui demeuraient en colonies dans le secteur élevèrent une église. La petite église de Saint-Surin, remonte au VIIIe ou IXe siècle. Elle a été simplement surélevée et voûtée au XIe siècle.
Elle a été donnée à l'abbaye Saint-Florent de Saumur par l'évêque Girard II en 1114.
Elle est le type authentique et absolument conservé de la plupart des édifices religieux postérieurs de la vallée de la Charente...
L'église était désaffectée et fut vendue en 1925 au moment où elle fut inscrite au nombre des monuments historiques.
En 1982, une association naît pour la restauration de l'église qui sans entretien se détériorait au fil du temps.

##### Temple
Le temple protestant est situé rue du Temple.

#### Patrimoine civil
Le logis de Barqueville ou de Berdeville, à côté de l'église, et qui présente quelques éléments de fortification, ne doit pas être confondu avec le château qui donna son nom à la commune, lequel a disparu : ce manoir fut probablement construit au XVe siècle par la famille Bompart, qui n'étaient pas les seigneurs du lieu. Il fut profondément remanié par la suite et abrite aujourd'hui l'hôpital. Il fait face à l'église, formant avec elle un ensemble pittoresque.
Châteauneuf disposait d'un pont médiéval sur la Charente, qui fut longtemps le seul pont de pierre sur le fleuve entre Cognac et Angoulême. Il avait une grande importance : il a été gardé par les Anglais par le traité de Brétigny (1360) et repris en 1380 (la même bataille provoqua la destruction partielle de l'église). Ce pont a malheureusement souffert de la sécheresse de 1976 : le très bas niveau de l'eau dans la Charente a mis à sec les fondations sur pilotis de bois, qui ne se conservent parfaitement qu'à condition de ne pas entrer en contact avec l'air. Ceci a provoqué l'effondrement partiel d'une pile du pont. La décision a été prise alors de démolir l'ouvrage, et de le remplacer par un pont en béton, d'un gabarit plus important. Le site y a perdu beaucoup de son charme, mais la circulation sur la Charente en a été améliorée. Pendant les travaux, les usagers ont traversé la Charente sur un pont militaire provisoire.
L'Hôtel de Ville, qui fut aussi tribunal et prison, dispose d'une architecture néoclassique rare dans la région, avec colonnes, fronton, et escalier monumental.

#### Patrimoine naturel et rural
- Près du terrain de camping, une petite plage de sable fin au bord de la Charente offre aux promeneurs un moment de détente et une jolie vue sur l'île Mattard. Le Bain des Dames propose des jeux et un "pré" pour les enfants (tables de tennis, ballons, buvette l'été...).
- De belles falaises sont également présentes à l'ouest de la ville, où ont été trouvés des vestiges du néolithique, et qui offrent un superbe panorama. Il faut notamment se rendre au site de la Font Qui Pisse (falaises calcaires, plusieurs grottes, site d'escalade...).
- On peut également se rendre sur deux petites îles, les îles de la Fuie, qui servent d'embarcadère pour le tourisme fluvial.
- les environs de Châteauneuf comportent maints sites pittoresques et de beaux panoramas sur les basses collines de la Charente et sur le fleuve ; c'est un pays au climat agréable, une terre douce à vivre qui n'est pas sans évoquer, parfois, la Provence ou la Toscane. Vigne, figuier, amandier, chêne-vert... émaillent le paysage où l'on voit dépasser les clochers de très anciennes églises romanes ou les toits de maisons de viticulteurs.
- Le GR 4 qui va de Royan à Grasse traverse la commune et le fleuve.

### Jumelages
- Alfter (Allemagne) depuis 1979 dans le land de Rhénanie-du-Nord-Westphalie[69]

### Personnalités liées à la commune
- Hélie du Tillet (~ 1480-1530), garde-scel de Châteauneuf en 1488, anobli par François Ier, il a donné son nom à un fief de la paroisse qui s'étendait aussi sur Bouteville et il est le premier du nom de la famille du Tillet[70].
- Ernest Antoine Emmanuel Monis (1846-1929), né à Châteauneuf. Avocat, député, sénateur de Gironde, président du Sénat, ministre de la Justice.
- Jules Martin-Buchey (1850-1918), né et habitant à Châteauneuf, ancien professeur d'histoire auteur de La géographie historique et communale de la Charente.
- Georges Froin (1874-1964) médecin, est né à Châteauneuf.
- Antoine Monis (1882-1952), haut fonctionnaire, fils d'Ernest Monis, est né à Châteauneuf.
- Gérard Simonnot, ancien coureur cycliste né à Châteauneuf en 1953.
- François Gabart, skipper né en 1983, a vécu à Châteauneuf.
- Didier Lebaud, ancien coureur cycliste (Tour de France 1979 - 1981) né à Châteauneuf en 1954.

### Héraldique
| Blason de Châteauneuf-sur-Charente | Blason  | Burelé d'or et d'azur de dix pièces, au lion contourné d'argent brochant sur le tout (à gauche). Devise / CriQui plus mortis contemptor quam leo (Qui craint moins la mort que les lions) |
| Blason de Châteauneuf-sur-Charente | Détails | Les armoiries originelles sont : Burelé d'argent et d'azur de dix pièces, au lion contourné de gueules brochant sur le tout (à droite). Les armoiries de la ville de Châteauneuf sont en réalité identiques à celles portées par Geoffroy Ier et Geoffroy II de Lusignan (Vouvant) au début du XIIIe siècle (les armes de Geoffroy Ier (Jarnac) comportaient un lion tourné vers la gauche et non vers la droite),. La devise correspond quant à elle à celle utilisée par Geoffroy Ier et II de Lusignan (Vouvant) (cette dernière apparaît sur leurs sceaux : « + QVI · PLVS · MORTIS · CONPTEMTOR · QVAM · LEO · FORTIS », signifiant « Qui craint moins la mort que la force des lions »),. Il y a donc eu une confusion entre Geoffroy Ier de Lusignan (Jarnac) et Geoffroy Ier et II de Lusignan (Vouvant) lorsque la municipalité a choisi ses armoiries et sa devise. Au XXe siècle, la municipalité semble avoir désiré en modifier les couleurs. Le statut officiel du blason reste à déterminer. |
| Blason de Châteauneuf-sur-Charente | Alias   | Burelé d'argent et d'azur, au lion contourné de gueules brochant sur le tout. Armoiries de Geoffroy Ier et Geoffroy II de Lusignan, seigneurs de Vouvant. |